# Syndrome des hamartomes par mutation du gène PTEN
 Mise en garde médicale
Le syndrome des hamartomes par mutation du gène PTEN comprend le syndrome de Cowden, le syndrome de Bannayan-Riley-Ruvalcaba, le syndrome de Protée et le syndrome de Protée-like.
Le syndrome de Cowden est un syndrome avec de multiples hamartomes et à haut risque de tumeurs bénignes ou malignes de la thyroïde, du sein ou de l'endomètre. Les individus atteints ont une macrocéphalie, des trichilemmomes, et des papules papillomateuses vers 20 ans. Le risque de développer un cancer du sein est compris entre 25 et 50 % avec un âge de diagnostic entre 38 et 46 ans. Le risque de développer un cancer de la thyroïde est environ de 10 %. Le risque de développer un cancer de l'endomètre est compris entre 5 et 10 %.
Le syndrome de Bannayan-Riley-Ruvalcaba associe une macrocéphalie, une polypose intestinale, des lipomes et des macules pigmentées du gland du pénis.
Le syndrome de Protée comprend de multiples hamartomes de taille importante impliquant plusieurs tissus : tissu conjonctif, tissu épidermique et tissu osseux. Elle se manifeste dès la naissance et les hamartomes grandissent au cours de la vie.
Le syndrome de Protée-like est utilisé chez les individus dont le phénotype ressemble au syndrome de Protée mais ne répondant pas aux critères de diagnostic ce syndrome.
Le diagnostic de syndrome des hamartomes par mutation du gène PTEN est fait uniquement si une mutation du gène PTEN est découverte : 80 % dans le syndrome de Cowden, 60 % dans le syndrome de Bannayan-Riley-Ruvalcaba, 20 % dans le syndrome de Protée et jusqu'à 50 % dans le syndrome de Protée-like.
La conséquence du diagnostic chez ces individus est l'existence d'un risque très augmenté du cancer du sein, du cancer de la thyroïde, du cancer de l'endomètre et du cancer du rein. La surveillance doit commencer dès l'âge de 18 ans.

## Sources
- (en) Kevin M Zbuk, Jennifer L Stein, Charis Eng « PTEN Hamartoma Tumor Syndrome » in GeneTests: Medical Genetics Information Resource (database online). Copyright, University of Washington, Seattle. 1993-2005